# Dendrobium histrionicum
Dendrobium histrionicum är en orkidéart som först beskrevs av Heinrich Gustav Reichenbach, och fick sitt nu gällande namn av Rudolf Schlechter. Dendrobium histrionicum ingår i släktet Dendrobium, och familjen orkidéer.
Artens utbredningsområde är Burma. Inga underarter finns listade i Catalogue of Life.